# 胡克斯 (阿拉巴馬州)
胡克斯（英語：Hooks）是一個位於美國阿拉巴馬州拉塞爾縣的非建制地區。該地的面積和人口皆未知。

## 地理
胡克斯的座標為32°11′31″N 85°13′57″W / 32.19194°N 85.23250°W，而該地的平均海拔高度為98米（即322英尺）。